# Winterport
Winterport és una població dels Estats Units a l'estat de Maine (EUA). Segons el cens del 2000 tenia 3.602 habitants.

## Demografia
Segons el cens del 2000, Winterport tenia 3.602 habitants, 1.379 habitatges, i 1.035 famílies. La densitat de població era de 39,1 habitants/km².
Dels 1.379 habitatges en un 36% hi vivien nens de menys de 18 anys, en un 62,1% hi vivien parelles casades, en un 9,4% dones solteres, i en un 24,9% no eren unitats familiars. En el 18,7% dels habitatges hi vivien persones soles el 6,2% de les quals corresponia a persones de 65 anys o més que vivien soles. El nombre mitjà de persones vivint en cada habitatge era de 2,6 i el nombre mitjà de persones que vivien en cada família era de 2,96.
Per edats la població es repartia de la següent manera: un 26,3% tenia menys de 18 anys, un 7,9% entre 18 i 24, un 30,4% entre 25 i 44, un 25,5% de 45 a 60 i un 9,8% 65 anys o més.
L'edat mediana era de 37 anys. Per cada 100 dones de 18 o més anys hi havia 92,7 homes.
La renda mediana per habitatge era de 40.776 $ i la renda mediana per família de 50.041 $. Els homes tenien una renda mediana de 31.473 $ mentre que les dones 24.978 $. La renda per capita de la població era de 18.235 $. Entorn del 10,4% de les famílies i el 13,1% de la població estaven per davall del llindar de pobresa.